# NGC 3336
NGC 3336 (również PGC 31754) – galaktyka spiralna z poprzeczką (SBc), znajdująca się w gwiazdozbiorze Hydry. Odkrył ją John Herschel 24 marca 1835 roku.
W galaktyce tej zaobserwowano supernową SN 1984S.